# 杰里·格林斯潘
杰拉德·格林斯潘（英語：Gerald Greenspan，1941年11月22日—），美国NBA联盟前职业篮球运动员。他在1963年的NBA选秀中第3轮第24顺位被费城76人选中。